# Efemerização
A efemerização é um termo cunhado por R. Buckminster Fuller para descrever a capacidade gerada pelo avanço tecnológico de se fazer "mais e mais com cada vez menos e menos até que se possa eventualmente fazer tudo com nada". A visão de Fuller era a de que a efemerização resultaria em um padrão de vida cada vez mais elevado para uma população cada vez maior, apesar dos recursos finitos. Este conceito foi apoiado pelos que criticam a filosofia malthusiana.
Fuller usou a linha de montagem de Henry Ford como um exemplo de como a efemerização pode conduzir de maneira contínua a produtos cada vez melhores a custos menores sem que isto gere nenhum nó na produtividade. Fuller via a efemerização como uma tendência inevitável no desenvolvimento humano. A progressão era da "compressão" para a "tensão", do "visual" para o "elétrico abstrato" (exemplos: radiações não-sensoriais, tais como ondas de rádio, raios-x, etc).
As tecnologias de medição desenvolvidas no decorrer do desenvolvimento humano, por exemplo, começaram com uma medida compressora, como a régua. A técnica compressora atingiu seu limite máximo com a haste. Para medidas mais extensas, uma medida tensil como uma corda ou corrente foi utilizada. O limite máximo desta tecnologia foi atingido pelo relaxamento da corda. O próximo passo foi o telescópio (visual).  Desta vez o limite máximo atingido foi a curvatura da Terra. E então surgiu a triangulação a rádio (elétrico abstrato). A progressão tecnológica é um aumento contínuo na habilidade de medir distâncias por metro de instrumento, sem nenhum limite máximo aparente de acordo com Fuller.

## Consequências para a sociedade
Heyligen, Alvin Toffler, e outros autores têm escrito sobre como a efemerização, alegando que apesar de ela resolver problemas físicos, pode tornar problemas não-físicos muito piores. A crescente complexidade sistêmica e sobrecarga de informação torna mais difícil e estressante o controle de sistemas efemerizados. Isto pode contradizer as vantagens da efemerização.